# Ducula oceanica
Il piccione imperiale di Micronesia o piccione imperiale della Micronesia (Ducula oceanica Lesson e Garnot, 1826) è un uccello della famiglia dei Columbidi diffuso nelle isole Palau, Caroline e Marshall.

## Tassonomia
Comprende le seguenti sottospecie:
- D. o. monacha (Momiyama, 1922) - Palau e isole Yap (Caroline occidentali);
- D. o. teraokai (Momiyama, 1922) - isola di Chuuk (Caroline centrali);
- D. o. townsendi (Wetmore, 1919) - isola di Pohnpei (Caroline orientali);
- D. o. oceanica (Lesson e Garnot, 1826) - isola di Kosrae (Caroline orientali);
- D. o. ratakensis (Taka-Tsukasa e Yamashina, 1932) - isole Marshall.